# Rijksweg 74
Der Rijksweg 74 (Abkürzung: RW 74) – Kurzform: Autosnelweg 74 (Abkürzung: A74) – ist eine niederländische Autobahn, die südlich, in Ost-West-Richtung, um Venlo verläuft. Vom Autobahnkreuz Tiglia Rijksweg 73 (A73) stellt sie eine rund anderthalb Kilometer lange Verbindung zur deutschen A 61 bis Nettetal-Kaldenkirchen her.

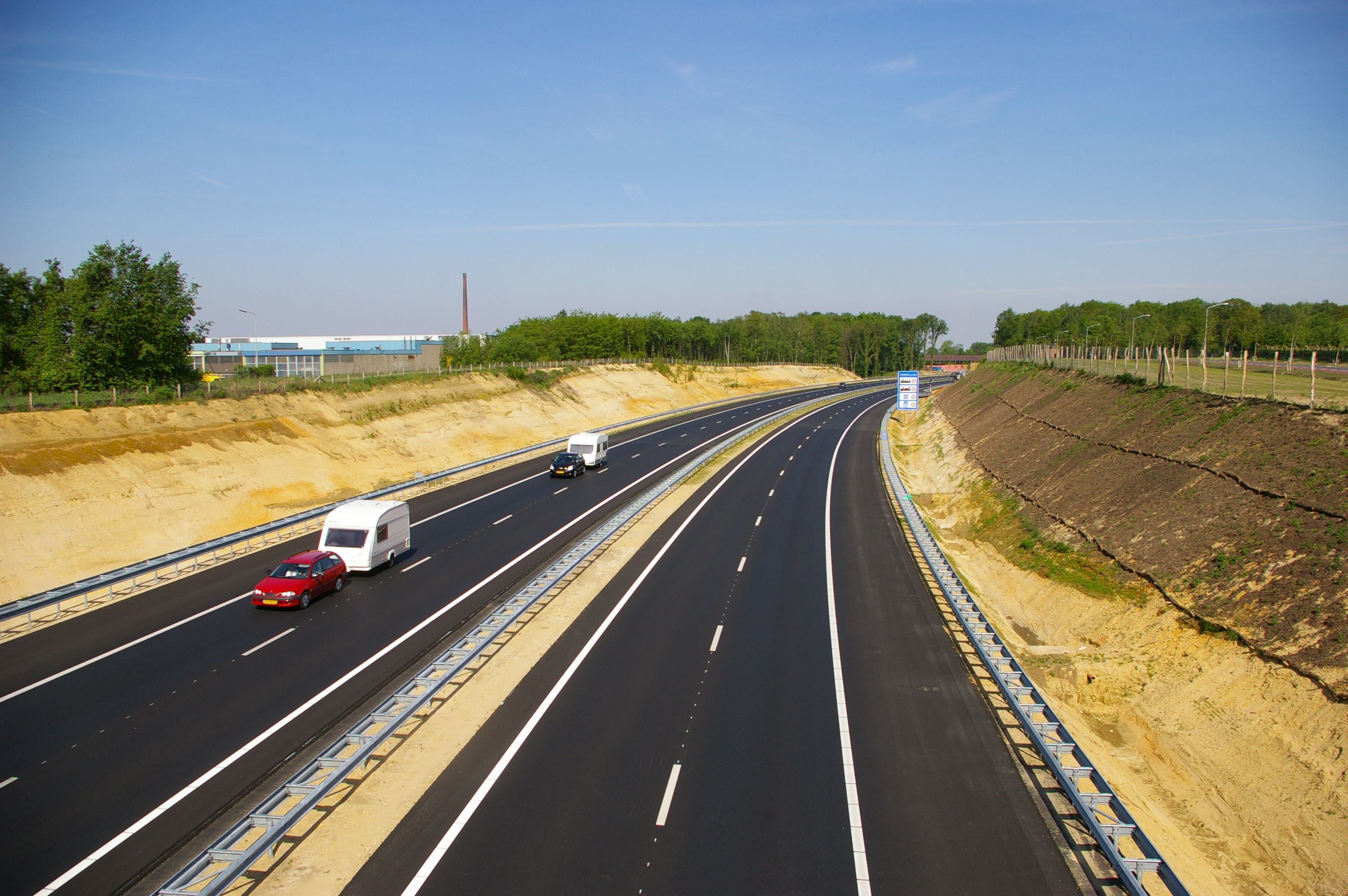
Die A74 in nordwestlicher Richtung

Der Lückenschluss, obwohl nur wenige Kilometer lang, war seit vielen Jahren stark umstritten, weil er über Venloer Stadtgebiet führt und die Anlieger der verschiedenen diskutierten Trassen Emissionsbelastungen (Abgase, Lärm) fürchteten. Gleichzeitig setzten sich die Anwohner der Stadtstraßen, in denen bislang die A61 endet, für den Bau der Umgehung ein. Die Planung dieses Vorhabens dauerte über 20 Jahre.
- 1995 – Offizieller Start des Planungsverfahrens für die A 74/A 61.
- 1998 – Umweltverträglichkeitsstudie und Trassenkonzept
- 2002 – Ministerentscheid für eine der Planungsvarianten
- 2003 – Erster Trassenentwurf, gescheitert an Einsprüchen zu Umweltfolgen (Feinstaub / Feinstaubrichtlinie)
- 2007/2009 – Anpassung und neuer Entwurf

Ende 2009 wurde die konkrete Trassenplanung von den zuständigen Ministern unterzeichnet.
Die Bauarbeiten hatten im Oktober 2010 begonnen. Es gibt auf deutscher Seite eine neue Auf- und Abfahrt Nettetal-West, die das neue Industriegebiet VENETE (Venlo-Nettetal-Tegelen) bedienen soll. Das alte Stück Autobahn A61 wurde zurückgebaut und die Straßenführung in das neue Industriegebiet geleitet, die Verkehrsfreigabe erfolgte am 4. April 2012. Anlass war die Floriade in Venlo, vergleichbar mit der Bundesgartenschau in Deutschland.

## Besonderheit
Es gibt keine direkte Verbindung vom Rijksweg 73 Richtung Venlo zum Rijksweg 74 Richtung deutsche Grenze und umgekehrt. Wer zwischen den beiden Autobahnen wechseln möchte, muss an der Anschlussstelle Venlo-Zuid des Rijksweg 73 wenden.